# Liste der Bodendenkmäler in Donaustauf
Auf dieser Seite sind die Bodendenkmäler in dem Oberpfälzer Markt Donaustauf zusammengestellt. Diese Tabelle ist eine Teilliste der Liste der Bodendenkmäler in Bayern. Grundlage ist die Bayerische Denkmalliste, die auf Basis des Bayerischen Denkmalschutzgesetzes vom 1. Oktober 1973 erstmals erstellt wurde und seither durch das Bayerische Landesamt für Denkmalpflege geführt wird. Die folgenden Angaben ersetzen nicht die rechtsverbindliche Auskunft der Denkmalschutzbehörde.

## Bodendenkmäler in Donaustauf
| Lage       | Objekt                                                                                     | Akten-Nr.     | Bild |
| ---------- | ------------------------------------------------------------------------------------------ | ------------- | ---- |
| (Standort) | Befestigte Höhensiedlung der Späthallstatt-/Frühlatènezeit, archäologische Befunde         | D-3-6939-0042 |      |
| (Standort) | Siedlung der Bronzezeit.                                                                   | D-3-6939-0044 |      |
| (Standort) | Frühmittelalterliches Reihengräberfeld.                                                    | D-3-6939-0046 |      |
| (Standort) | Siedlungen der Frühbronzezeit, der Hallstattzeit und des Frühmittelalters.                 | D-3-6939-0047 |      |
| (Standort) | Siedlung der Latènezeit.                                                                   | D-3-6939-0048 |      |
| (Standort) | Siedlung vor- und frühgeschichtlicher Zeitstellung.                                        | D-3-6939-0176 |      |
| (Standort) | Archäologische Befunde des Mittelalters und der frühen Neuzeit                             | D-3-6939-0210 |      |
| (Standort) | Archäologische Befunde des Mittelalters und der frühen Neuzeit im Bereich der Kath. Kirche | D-3-6939-0212 |      |
| (Standort) | Siedlungen der Jungsteinzeit und der Frühlatènezeit.                                       | D-3-6939-0213 |      |
| (Standort) | Archäologische Befunde des Mittelalters und der frühen Neuzeit im Bereich der Kath. Kirche | D-3-6939-0232 |      |
| (Standort) | Archäologische Befunde des Mittelalters und der frühen Neuzeit im Bereich der Kath. Kirche | D-3-6939-0233 |      |
| (Standort) | Archäologische Befunde der spätmittelalterlichen und frühneuzeitlichen Marktbefestigung    | D-3-6939-0234 |      |